# Nový Dům
Nový Dům (en allemand : Neuhaus) est une commune du district de Rakovník, dans la région de Bohême-Centrale, en Tchéquie. Sa population s'élevait à 174 habitants en 2020.

## Géographie
Nový Dům se trouve à 7,2 km à l'est-sud-est de Rakovník et à 42 km à l'ouest de Prague.
La commune est limitée par Lužná au nord, par Ruda à l'est, par Pustověty à l'est, au sud et à l'ouest, et par Pavlíkov à l'ouest.

## Histoire
La première mention écrite de la localité date de 1657.

## Transports
Par la route, Nový Dům se trouve à 9,5 km de Rakovník et à 52 km du centre de Prague.